# Jikkyō Powerful Pro Yakyū 4
Jikkyō Powerful Pro Yakyū 4 (実況パワフルプロ野球4?) es un videojuego de béisbol para Nintendo 64 publicado por Konami en marzo de 1997, exclusivamente en Japón. Es el cuarto juego de la serie Jikkyō Powerful Pro Yakyū y el primero para Nintendo 64.
- Datos: Q3178665